# Еолски процес
Еолски процес настаје активношћу ветрова, односно, захваљујући њиховој способности да обликују површину Земље и других планета. Ветрови могу еродовати, транспортовати, и депоновати материјале, и представљају ефикасне (доминирајуће) агенсе у регионима са спорадичном, ретком вегетацијом и великом количином неконсолидованих седимената. Иако је вода много моћнија од ветра, еолски процес је важан геоморфолошки процес у аридним срединама као што су пустиње. Ове процесе изучава геоморфологија.
Термин потиче од имена грчког бога Еола, чувара ветрова.

## Дефиниција и поставка
Еолски процеси су они процеси ерозије, транспорта и таложења седимената изазвани ветром на или близу површине земље. Седименти депоновани ветром и седиментне структуре карактеристичне за ове наслаге такође се описују као еолски.
Еолски процеси су најважнији у областима где има мало или нимало вегетације. Међутим, еолске наслаге нису ограничене на сушну климу. Виде се и дуж обале; дуж токова потока у полусушној клими; у областима богатим песком истрошеним од слабо цементираних изданака пешчара; и у областима глацијалног испирања.
Лес, које је силт депонован ветром, уобичајен је у влажним до субхумидних клима. Већи део Северне Америке и Европе прекривен је плеистоценским песком и лесом од глацијалног испирања.
Заветринска (низ ветар) страна речних долина у полусушним регионима често је прекривена песком и пешчаним динама. Примери у Северној Америци укључују реке Плат, Арканзас и Мисури.

## Ерозија ветром
Ветар еродује Земљину површину дефлацијом, уклањањем фино гранулисаних честица, турбулентним вртложењем ветра и абразијом. Већина дефлационих зона садржи пустињски пешчани плочник, покривач који личи на фрагментисану стену која се јавља након што су ветар и вода уклонили финије фракције. Готово половина пустиња на Земљи је оваква стенолика дефлациона зона. Стенски покривач у пустињама са пешчаним плочницима спречава дефлацију, изношење, подинског материјала. Тамне, сјајне мрље, назване пустињска глазура, често се јавља на површини неких стена у пустињама. Обично садржај оваквих стена чине манган, оксиди гвожђа, хидроксиди, и глинени минерали који узрокују ову појаву и дају сјај стени.
Басени настали дефлацијом, су удубљења која су се формирала уклањањем честица ветром. Они су обично малих димензија, али могу имати и знатне димензије, због чега се означавају као „дефлационе (издувне) котлине”. Једна од највећих издувних котлина налази се у Сахари, на југоисточним падинама Тибестија и захвата површину од 90 000 km². Издувне котлине овако великих површина запажене су тек када су сателитски снимци постали доступни. Пре тога Б. А. Федорович описао је издувну котлину Карин-Јарик у западном Казахстану. Њена дужина износи 145 km, ширина 2–10 km, а дубина 100–142 m. Настала је постојаним дефлационим процесом ветра који је издувавао прашину са површине заслањеног земљишта и односио је стотинама километара далеко. Честице ношене ветром врше абразију копнена. Ударима и трењем честице праве бразде или мале депресије. Оваквим дејством настају вентифакти. Извајани облици, који се називају јарданзи, могу бити неколико десетина метара високи и неколико километара дугачки а избраздани су дејством пустињског ветра. Чувена сфинга у Гизи, Египат, је највероватније накнадно измењени јарданг.
Широм света, ерозија водом је важнија од ерозије ветром, али је ерозија ветром важна у семиаридним и аридним регионима. Ерозију ветром повећавају неке људске активности, као што је употреба возила 4x4.

### Дефлација
Дефлација је подизање и уклањање растреситог материјала са површине турбуленцијом ветра. То се одвија уз помоћ три механизма: вучног/површинског пузања, засољавања и суспензије. Тракција или површинско пузање је процес клизања или котрљања већих зрна по површини. Засољавање се односи на честице које се одбијају по површини на кратке удаљености. Суспендоване честице су у потпуности увучене у ветар, који их носи на велике удаљености. Засољеност вероватно чини 50–70 % дефлације, док суспензија чини 30–40 %, а површинско пузање чини 5–25 %.
Региони који доживљавају интензивну и трајну ерозију називају се зонама дефлације. Већина зона еолске дефлације је састављена од пустињског плочника, плоче налик на површину фрагмената стена која остаје након што су ветар и вода уклонили фине честице. Камени омотач у пустињским плочницима штити основни материјал од даље дефлације. Подручја пустињских плочника формирају реље или камене пустиње Сахаре. Они су даље подељени на стеновите области које се називају хамаде и области малих стена и шљунка које се називају серири. Пустињски плочник је изузетно чест у пустињским срединама.
Издувавања су удубљења настала услед ветра. Издувавања су углавном мала, али могу бити и до неколико километара у пречнику. Најмање су пуке рупе дубоке 0,3 m (1 ft) и пречника 3 m (10 ft). Највеће укључују шупљине Монголије, које могу бити пречника 8 km (5 mi) и дубине од 60—100 m (200—330 ft). Биг Холоу у Вајомингу, САД, протеже се 14 km × 9,7 km (8,7 mi × 6,0 mi) и дубок је до 90 m (300 ft).

### Абразија
Абразија (која се понекад назива и коразија) је процес зрна која потичу од ветра који одбацују или троше материјал са рељефа. Некада се сматрала главним фактором који доприноси ерозији пустиње, док се средином 20. века сматрала много мање важним. Ветар може нормално да подигне песак само на кратку удаљеност, при чему већина песка који се преноси ветром остаје унутар 50 cm (20 in) од површине и практично ниједан се обично не носи изнад 2 m (6 ft). Многе пустињске карактеристике које су се некада приписивале хабању ветром, укључујући ветровне пећине, стене печурака и временске утицаје у саћу које се називају тафони, сада се приписују диференцијалном трошењу, испирању кише, дефлацији уместо абразији или другим процесима.
Јарданги су једна врста пустињске карактеристике која се широко приписује хабању ветром. То су стеновити гребени, високи и до десетину метара и дуги километрима, које су обликовани струјањем пустињских ветрова. Јарданги карактеристично показују издужене бразде или жљебове усклађене са преовлађујућим ветром. Они се углавном формирају у мекшим материјалима као што су муљ.
Абразија производи полирање и удубљивање, стварање жлебова, обликовање и фасетирање изложених површина. Они су распрострањени у сушним срединама, али су геолошки безначајни. Углачане или фасетиране површине које се називају вентифакти су ретке и захтевају обиље песка, јаке ветрове и недостатак вегетације за њихово формирање.
У деловима Антарктика ветром нанесене пахуље које су технички седименти такође су изазвале абразију изложених стена.

### Хабање
Хабање је хабање услед судара честица заробљених у покретној течности. Ефикасна је у заокруживању зрна песка и даје им карактеристичну текстуру мразне површине.
Судари између честица које се преносе ветром представљају главни извор прашине у опсегу величине од 2-5 микрона. Већина овога настаје уклањањем истрошеног глиненог премаза са зрна.

## Транспорт
Осим еродовања, у еолским процесима, ветар је агенс којим се врши транспорт честица. Транспортом честица се сматра премештање честица од места ерозије до места депозиције, односно, места одлагања, који се назива акумулација. Такође, једном наталожени материјал може бити, што је у еолском процесу често, поново покренут до новог места акумулације.
Покренуте честице се могу налазити у атмосфери у виду суспензије. Ветрови при површини Земље садрже суспендоване честице не веће од 0.2 милиметара у пречнику. Ове честице ветар расејава у виду прашине или још финије (ситније) честице од прашине оне се могу видети у виду измаглице.
Транспорт ветром може бити изузетно велики реда величине стотине па и хиљаде километара.

## Акумулација
Таложењем честица настају акумулације. Типичан облик акумулације у еолском процесу јесте појавни облик који се назива дина. У случају појаве ветрова велике снаге покреће се велика маса песка која се суспендује у ваздуху а ова појава се назива пешчана олуја (ово је метеоролошки облик) а опадањем снаге ветра врши се поновна акумулација.
- Вентифакт
- Јарданг
- Дина (рељеф)